# دين كرو
دين كرو (بالإنجليزية: Dean Crowe)‏ هو لاعب كرة قدم بريطاني، ولد في 6 يونيو 1979 في ستوكبورت في المملكة المتحدة. لعب مع أولدهام أثلتيك وستوك سيتي وستوكبورت كونتي ونادي بليموث أرجايل ونادي بوري ونادي سكاربورو ونادي لوتون تاون ونادي نورثامبتون تاون ونادي ويتون ألبيون ونادي يورك سيتي.

## وصلات خارجية
- دين كرو على موقع قاعدة بيانات كرة القدم.إي يو (الإنجليزية)
- دين كرو على موقع Soccerbase.com (لاعب) (الإنجليزية)